# ژوزه نپوموسنو
ژوزه نپوموسنو (انگلیسی: José Nepomuceno؛ ۱۵ مهٔ ۱۸۹۳ – ۱ دسامبر ۱۹۵۹) یکی از پیشگامان سینمای فیلیپین بود. او همین‌طور به عنوان بنیان‌گذار سینمای فیلیپین شناخته می‌شود و این اتفاق، با ساختن فیلم دالاگانگ بوکید (۱۹۱۹) که اولین فیلم سینمای فیلیپین به حساب می‌آید، رخ داد.